# Sergej Lavrov
Sergej Viktorovič Lavrov (rusko Серге́й Ви́кторович Лавро́в), ruski politik in diplomat, * 21. marec 1950, Moskva. 
Od leta 2004 je minister za zunanje zadeve Ruske federacije. Pred tem je bil med letoma 1994 in 2004 ruski predstavnik v Organizaciji združenih narodov.

## Mladost
Rodil se je 21. marca 1950 v Moskvi, očetu armenskih korenin in ruski materi iz Gruzije. Slednja je bila zaposlena na sovjetskem ministrstvu za zunanjo trgovino. Sergeju je bila v srednji šoli, ki jo je končal s srebrno medaljo, najljubši predmet fizika, zato je sprva načrtoval vpis na Nacionalno raziskovalno jedrsko univerzo ali Moskovski inštitut za fiziko in tehnologijo. Naposled se je vpisal na Moskovski državni inštitut za mednarodne odnose, kjer je diplomiral leta 1972. V času študija na inštitutu se je poleg angleščine in francoščine naučil tudi singalščine, takrat edinega šrilanškega uradnega jezika, pa tudi Dhivehi, uradni jezik Maldivov. Med počitnicami je delal v Kakasiji, Tuvi in na ruskem daljnem vzhodu. Vsak študijski semester je vodil tudi študentsko dramsko skupino.

## Diplomacija

### Sovjetska zveza
Kot študent Moskovskega državnega inštituta za mednarodne odnose je moral Lavrov določen čas delati za sovjetsko zunanje ministrstvo. Kot specialist za državo se je kot svetovalec zaposlil na veleposlaništvu na Šrilanki. Lavrovovo področje dela je bilo analiziranje razmer v državi, delal pa je tudi kot prevajalec, osebni sekretar in pomočnik Rafika Nišonova, ki bo pozneje postal prvi sekretar Komunistične partije Uzbekistanske SSR. Poleg tega si je pridobil diplomatski čin atašeja.
Po vrnitvi v Moskvo leta 1976 je deloval kot tretji in drugi sekretar v oddelku za mednarodne ekonomske odnose Sovjetske zveze. Njegov departma je sodeloval z mnogimi organizacijami, tudi Organizacijo združenih narodov. Leta 1981 je bil kot višji svetovalec sovjetske misije pri Združenih narodih poslan v New York. Leta 1988 se je vrnil v Moskvo in bil imenovan za namestnika vodje oddelka za mednarodne gospodarske odnose Sovjetske zveze. Med letoma 1990 in 1992 je bil direktor mednarodne organizacije sovjetskega zunanjega ministrstva.

### Ruska federacija
Leta 1992 je bil Lavrov imenovan za direktorja oddelka za mednarodne organizacije in globalna vprašanja na zunanjem ministrstvu Ruske federacije. Aprila 1991 je bil imenovan za namestnika zunanjega ministra. Zadolžen je bil predvsem za področje človekovih pravic in mednarodnega kulturnega sodelovanja. Na zunanjem ministrstvu je delal do leta 1994, ko se je vrnil v New York kot stalni predstavnik Rusije v OZN. Tam je bil predsednik Varnostnega sveta Združenih narodov decembra 1995, junija 1997, julija 1998, oktobra 1999, decembra 2000, aprila 2002 in junija 2003.

### Zunanji minister Rusije (2004 - danes)
9. marca 2004 je takratni predsednik Rusije Vladimir Putin Lavrova imenoval na mesto zunanjega ministra Ruske federacije. Za Lavrova velja, da nadaljuje v slogu svojega predhodnika: briljanten diplomat, a državni uslužbenec in ne politik. Ruski zunanji strokovnjak v londonskem prozahodnem Chatham Houseu ga je označil za »žilavega, zanesljivega, izredno sofisticiranega pogajalca«, a dodaja, da »ni del Putinovega notranjega svetišča« in da ima zaostritev ruske zunanje politike zelo malo opraviti z njim.

#### Ruska invazija na Ukrajino 2022
Zaradi ruske invazije na Ukrajino leta 2022 je Lavrov sankcioniran s strani več držav. V tednih pred invazijo je večkrat trdil, da so različna poročila zahodnih obveščevalnih služb o prihajajočem napadu »čiste dezinformacije«, »nesmisel« in »norost« ter zanikal vsakršno namero o napadu. Po začetku invazije je trdil, da je njen namen »osvoboditi Ukrajince zatiranja«. Marca 2022 je trdil, da Rusija »ni napadla Ukrajine«. Leto kasneje je v Delhiju izjavil, da je bila vojna »sprožena proti nam« in da naj bi Rusija le skušala ustaviti vojno, kar je povzročilo posmehovanje občinstva.

## Zasebno
Lavrov govori rusko, angleško, francosko, Dhivehi in sinhalsko.
Je ljubitelj športa, predvsem nogometa. Je zagret navijač moskovskega kluba Spartak in ljubiteljski nogometaš. Z Mario Lavrovo se je poročil tekom študija. Ima eno hčer, Ekaterino, diplomantko Univerze Columbia. Zdaj je poročena z ruskim poslovnežem Aleksandrom Vinokurovom.